# ラダック (企業)
株式会社ラダックは、報道、情報、ドキュメンタリーを中心としたテレビ番組の企画制作会社である。

## 概要
1986年2月、フリーアナウンサー・司会者である森本毅郎により創業。テレビ番組の企画制作会社で、 報道、情報、ドキュメンタリー番組を中心として制作している。日本において有名な番組として、『Nスタ』、『Mr.サンデー』、『ひるおび!』を手掛けている。日本テレビ番組製作社連盟（ATP）、全国放送派遣協会（zhhk）に加盟。

## 主な制作番組[1]
- Nスタ - TBS系列
- NEWS23 - TBS系列
- ひるおび! - TBS系列
- ビビット - TBS系列
- サンデーモーニング - TBS系列
- めざましテレビ - フジテレビ系列
- 情報プレゼンター とくダネ! - フジテレビ系列
- ノンストップ - フジテレビ系列
- ザ・ノンフィクション - フジテレビ系列
- NONFIX - フジテレビ系列
- news every. - 日本テレビ系列
- ガイアの夜明け - テレビ東京
- 報道1930 - BS-TBS
- 日本の旬を行く！路線バスの旅 - BS-TBS